# Cheyne Rahme
Cheyne Damon Rahme (23 gennaio 1991) è un ex astista sudafricano.

## Biografia
Figlio del decatleta Damon Rahme, Cheyne Rahme ha debuttato internazionalmente nel salto con l'asta ancora giovanissimo nel 2007 ai Mondiali allievi in Repubblica Ceca. Dopo aver vinto nel 2008 la sua prima medaglia internazionale ai Giochi della gioventù del Commonwealth in India a cui ha fatto seguito la medaglia d'oro nel 2009 ai Campionati africani juniores a Mauritius, Rahme ha debuttato con la nazionale seniores nel 2010 ai Giochi del Commonwealth, terminando la gara ad un passo dal podio. Nel 2014 ha vinto la sua unica medaglia seniores ai Campionati africani in Marocco, arrivando primo.
Nel 2010 ha stabilito il record africano juniores di atletica leggera.

## Palmarès
| Anno | Manifestazione                         | Sede        | Evento           | Risultato | Prestazione | Note |
| ---- | -------------------------------------- | ----------- | ---------------- | --------- | ----------- | ---- |
| 2007 | Mondiali U18                           | Ostrava     | Salto con l'asta | 7º        | 4,75 m      |      |
| 2008 | Mondiali U20                           | Bydgoszcz   | Salto con l'asta | 11º       | 5,00 m      |      |
| 2008 | Giochi della gioventù del Commonwealth | Pune        | Salto con l'asta | Argento   | 5,20 m      |      |
| 2009 | Campionati africani U20                | Bambous     | Salto con l'asta | Oro       | 5,30 m      |      |
| 2010 | Giochi del Commonwealth                | Nuova Delhi | Salto con l'asta | 4º        | 5,25 m      |      |
| 2014 | Campionati africani                    | Marrakech   | Salto con l'asta | Oro       | 5,41 m      |      |

## Altre competizioni internazionali
2014
- 6º in Coppa continentale ( Marrakech), salto con l'asta - 5,20 m